# Chvojnice
Die Chvojnice ist ein linker Zufluss der Oslava in Tschechien.

## Geographie
Die Chvojnice entspringt nordwestlich des Hügels Ramaška in dem zweieinhalb Kilometer südlich von Velká Bíteš an der Autobahn D 1 gelegenen Dorf Košíkov. Auf ihrem Weg nach Süden durch das Jaispitzer Hügelland (Jevišovická pahorkatina) liegen Krokočín und Hluboké. Nachfolgend wird der Bach bei Újezd u Rosic in der Talsperre Chvojnice gestaut, die der Wasserversorgung dient. Zwischen der Spálený Mlýn und Olšinský Mlýn führt die Eisenbahnstrecke Střelice–Okříšky auf einer Brücke über das Tal.
Gegenüber der Senohradský Mlýn mündet die Chvojnice nach 20 km bei 268 m ü. NN in die Oslava. Ihr Einzugsgebiet umfasst 63,9 km².

## Sehenswürdigkeiten
Zwischen Horní Lhotice und Lesní Jakubov befinden sich rechtsseitig der Chvojnice die Reste der Burgen Horní hrádek und Dolní hrádek.
Südlich der Spálený Mlýn bildet das Engtal der Chvojnice bis zur Mündung einen Teil des Naturschutzgebietes Údolí řeky Oslavy a Chvojnice. An der Mündung liegen auf Felsspornen beiderseits die Reste der Burgen Kraví Hora und Levnov.

## Zuflüsse
- Ludvíkovský potok (l), Krokočín
- Dolňák (l), bei Hluboké
- Žďárek (l), bei Horní Mlýn
- Újezdský potok (l), bei Horní Lhotice
- Jakubovský potok (l), bei Lesní Jakubov
- Jinošovský potok (r), Olšinský Mlýn bei Kralice nad Oslavou
- Kralický potok (r), bei Březník
- Sudický potok (l) bei Kuroslepy